# Krpanova kobila (opera)
Krpanova kobila je opera buffa v treh dejanjih skladatelja Janija Goloba. Libreto je napisal Ervin Fritz. Premiera opere pa je bila izvedena 3. oktobra 1992 v Ljubljanski operi ob njeni 100-letnici obstoja. Do danes je ta opera doživela več kot 40 ponovitev. To je Golobova prva opera, ki jo je napisal. Opera pa traja eno uro in petdeset minut.